# Youthquake Tour
Youthquake Tour o The Youthquake Tour es la segunda gira de la banda británica Dead or Alive que se estrenó en el año 1985 por parte de su segundo álbum Youthquake comenzando en el mes de febrero en Londres y terminando en Francia y en Londres en diciembre. Las últimas fechas de esta gira, fueron tocadas teniendo como setlist sólo a la canción You Spin Me Round (Like a Record), canción que los llevó a la fama mundial.

## Banda
- Pete Burns (cantante)
- Steve Coy (baterista)
- Mike Percy (tecladista)
- Tim Lever (guitarrista)

## Temas interpretados
1. Cake and Eat It
2. My Heart Goes Bang (Get Me to the Doctor)
3. In Too Deep
4. Big Daddy of the Rhythm
5. Far Too Hard
6. Misty Circles
7. It's Been a Long Time
8. Lover Come Back to Me
9. DJ Hit that Button
10. What I Want
11. You Spin Me Round (Like a Record)
12. In Too Deep (encoro)
13. My Heart Goes Bang (Get Me to the Doctor) (encoro)
14. You Spin Me Round (Like a Record) (encoro)

## Disco en Directo (2017)
En el año 2016, se lanzó un disco en directo inédito y exclusivo de la gira grabado en el Hammersmith Odeon el 6 de julio de 1985. Esta grabación se incluyó en el boxset de la banda llamado "Sophisticated Boom Box MMXVI"
- Datos: Q50063497